# Starcova Lhota
Starcova Lhota (německy Starcowa Lhota) je malá vesnice, část obce Nadějkov v okrese Tábor v Jihočeském kraji. Nachází se asi 2,5 kilometru severovýchodně od Nadějkova. Je zde evidováno 27 adres. V roce 2011 zde trvale žilo 28 obyvatel.
Starcova Lhota je také název katastrálního území o rozloze 6,06 km². V katastrálním území Starcova Lhota leží i Bezděkov, Křenovy Dvory, Nepřejov a Pohořelice.

## Historie
První písemná zmínka o vesnici pochází z roku 1379. Byla tehdy zaznamenána jen jako Lhota příslušná k Příběnicům. V roce 1683 koupil Starcovu Lhotu František Budkovský z Budkova se svojí manželkou Marii Eusebií, rozenou Malovcovou z Malovic; připomíná se zde tvrz.

## Obyvatelstvo
| Rok            | 1869 | 1880 | 1890 | 1900 | 1910 | 1921 | 1930 | 1950 | 1961 | 1970 | 1980 | 1991 | 2001 | 2011 | 2021 |
| -------------- | ---- | ---- | ---- | ---- | ---- | ---- | ---- | ---- | ---- | ---- | ---- | ---- | ---- | ---- | ---- |
| Počet obyvatel | 146  | 168  | 142  | 153  | 132  | 141  | 124  | 74   | 108  | 83   | 51   | 39   | 33   | 28   | 30   |
| Počet domů     | 18   | 20   | 20   | 19   | 19   | 21   | 21   | 20   | 38   | 17   | 15   | 17   | 19   | 19   | 27   |

## Obecní správa
Při sčítání lidu v letech 1850–1879 Starcova Lhota byla osadou obce Nadějkov v okrese Sedlčany. V letech 1880–1963 byla samostatnou obcí, se kterým patřila nejprve do okresu Sedlčany, ale v roce 1950 v okrese Milevsko. Od roku 1964 je opět částí obce Nadějkov v okrese Písek, ale od 24. listopadu 1990 v okrese Tábor. V letech 1880–1963 k obci patřily Bezděkov, Chlum, Křenovy Dvory, Nepřejov a Pohořelice.

## Pamětihodnosti
- U komunikace ve vesnici se nachází kamenná zvonice. Datace mezi prosklenou nikou a zvonem je nezřetelná.
- Ve vsi se nalézá drobný kříž na kamenném podstavci. Kříž je zdobený motivem kalicha a nese dataci 1859.

## Galerie

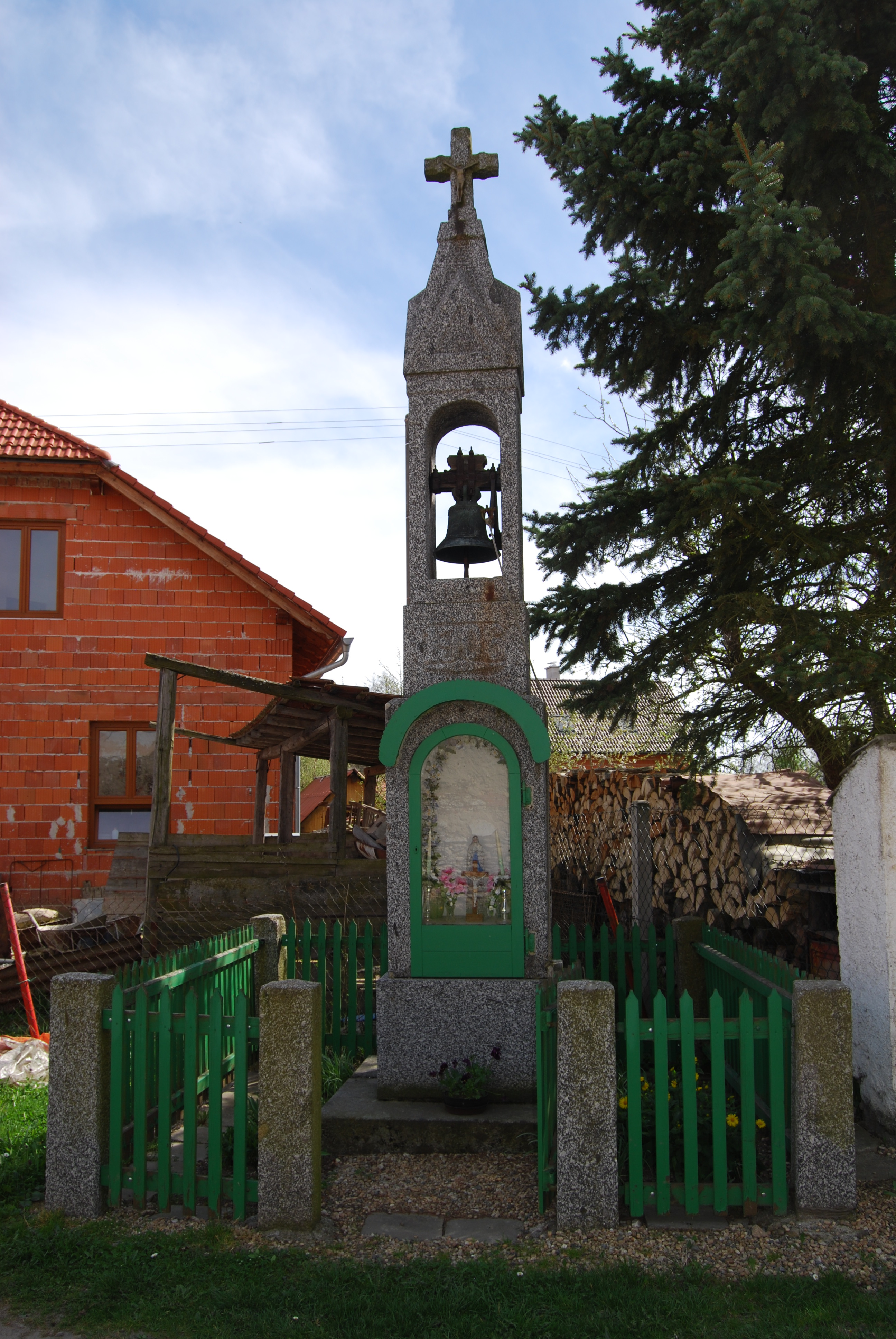
Zvonice ve vesnici
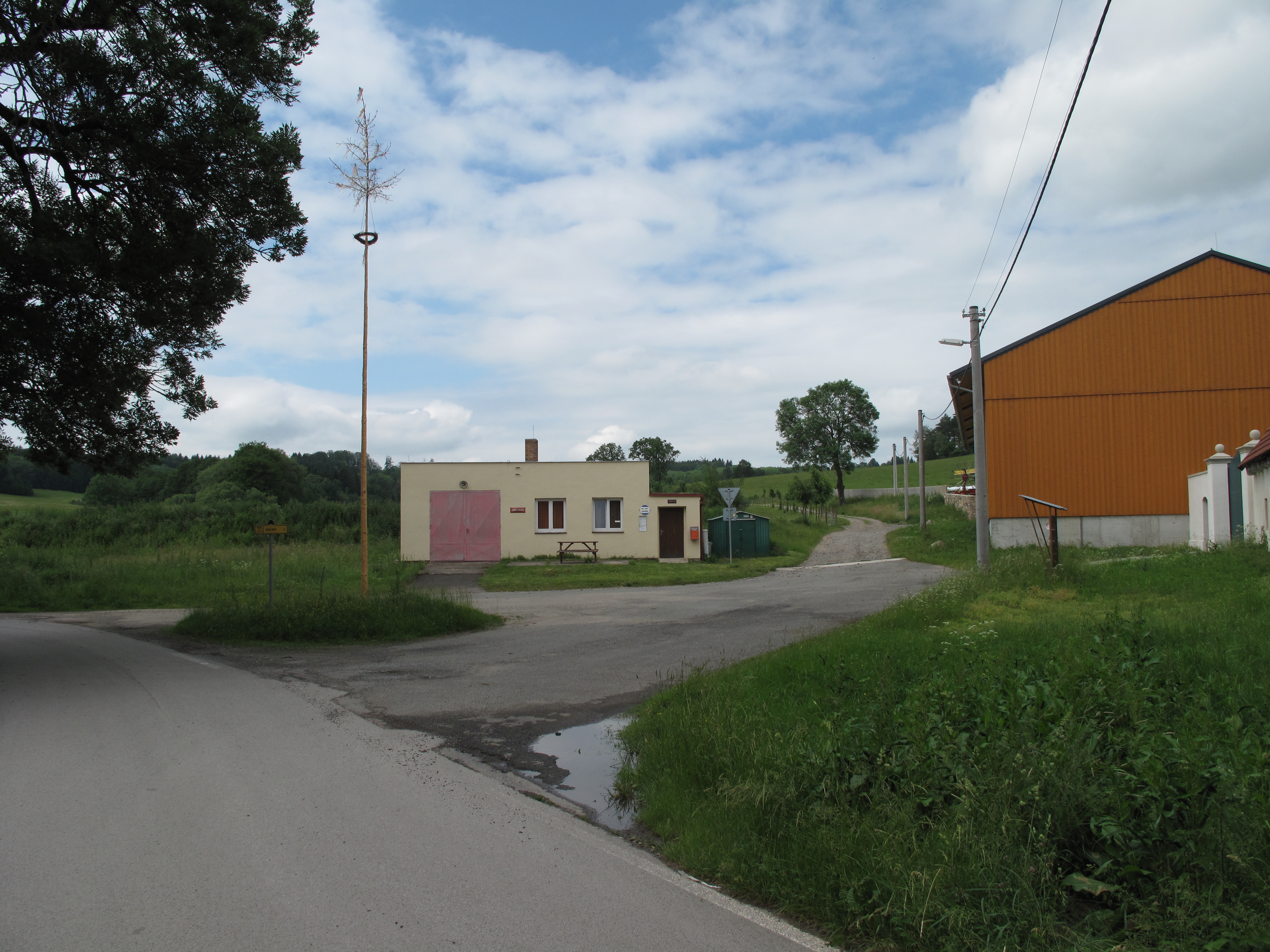
Májka
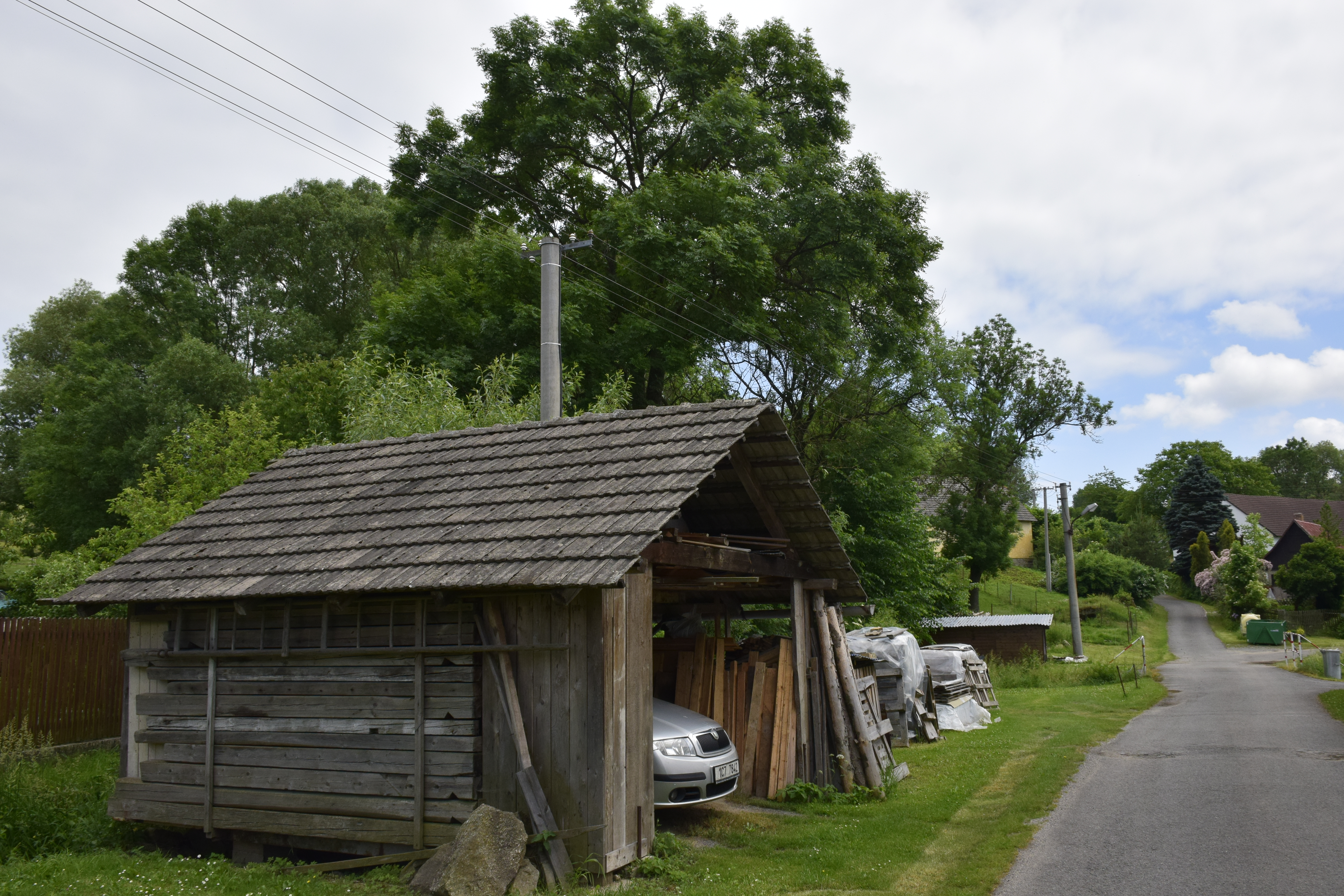
Kolna
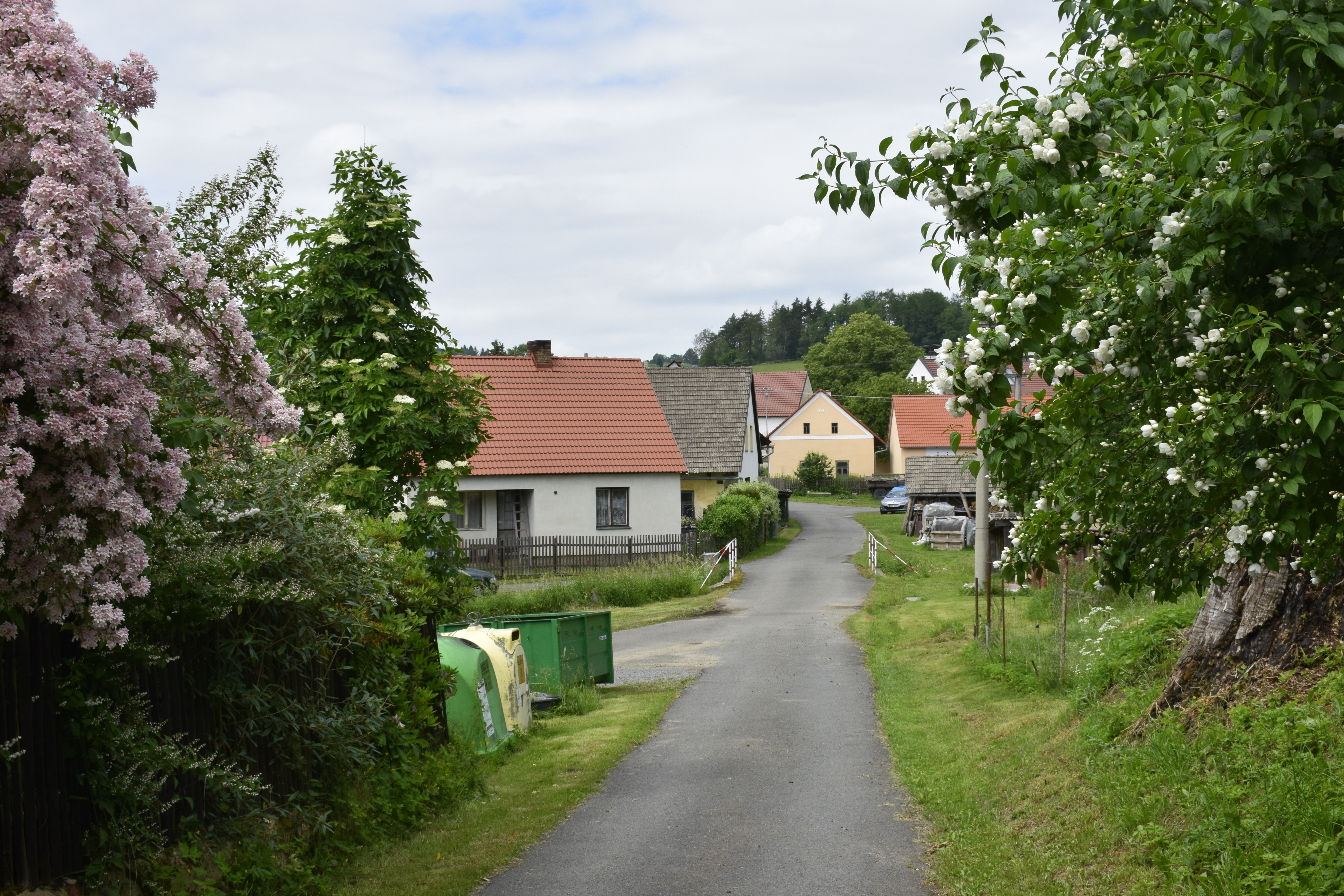
Cesta